# Ситникові
Ситникові (Juncaceae) — родина однодольних рослин, що складається з більш ніж 450 видів рослин, які трапляються по всій земній кулі.

## Опис
Однорічні або багаторічні трави. Коренева система мичкувата. Вегетативне розмноження за допомогою кореневища поширене у багатьох видів. Листки плоскі або циліндричні. У видів роду Luzula листки пласкі та опушені. Суцвіття частіше зонтичні або волотисті, квіти одиночні (кожна з двома плівчастими приквітничками) або квітки зібрані головках (тоді кожна квітка з 1 приквітничком); приквітки листоподібні або плівчасті. Квітки двостатеві. Оцвітина не диференційована на чашечку і віночок, листочків оцвітини 6, розміщені у двох колах, зеленуваті, жовтуваті, червонуваті, бурі, коричневі або майже чорні. Тичинок 3 або 6. Маточка 1. Плід - коробочка: тринасінна у видів роду Luzula, багатонасінна у видів родів Oreojuncus i Juncus; при дозріванні насінин коробочки розкриваються трьома стулками.

## Поширення та середовище існування
Космополіт, але в основному поширений в помірно-холодних від помірного до полярного регіонів або в гірських районах. Трапляються від берегів морів до гірських вершин. Частіше ростуть у мокрих або вологих, іноді - засолених місцях. Ситникові часто ростуть на неродючих ґрунтах в широкому діапазоні умов вологості. Найвідоміший і найбільший рід Juncus. Більшість видів Juncus ростуть виключно в водно-болотних угіддях. Distichia, Oxychloe, Patosia добре пристосовані до суворого добового заморожування і відтавання; вони помітні елементи водно-болотних угідь у високогірних районах Анд.
В Україні ростуть види трьох родів: ситник (Juncus), гірський ситник (Oreojuncus) і ожика (Luzula)  .

## Використання людиною
Нині майже не використовуються у господарській діяльності. Стебла ситника розлогого (Juncus effusus) іноді використовують для оздоблення виробів із лози або ж у виробах декоративно-прикладного мистецтва. Із висушеної серцевини рослин цієї родини робили вид свічок, відомих як «слабке світло». Juncus effusus в Японії використовують, щоб плести м'яку поверхню татамі. У середньовічній Європі, свіжі пагони розкидали на глиняних підлогах у житлових приміщеннях для чистоти та ізоляції.
Ситник розлогий та деякі інші види, хоч і вважаються лікарськими, але практично не використовуються ні в офіційній, ні в народній медицині. В голодні роки кореневища цього виду вживали в їжу, хоча їх поживна якість досить сумнівна.

## Галерея

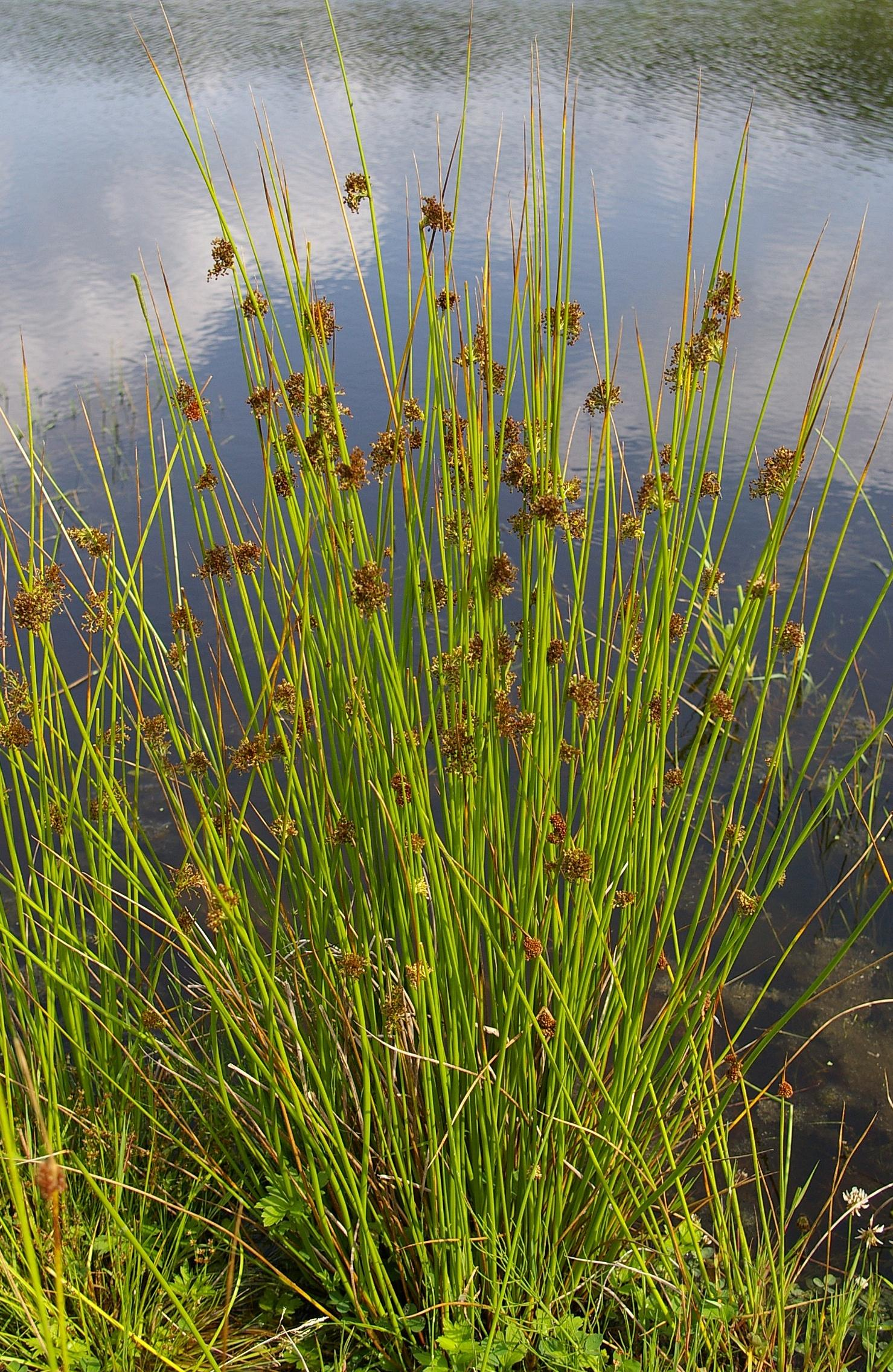
Juncus effusus
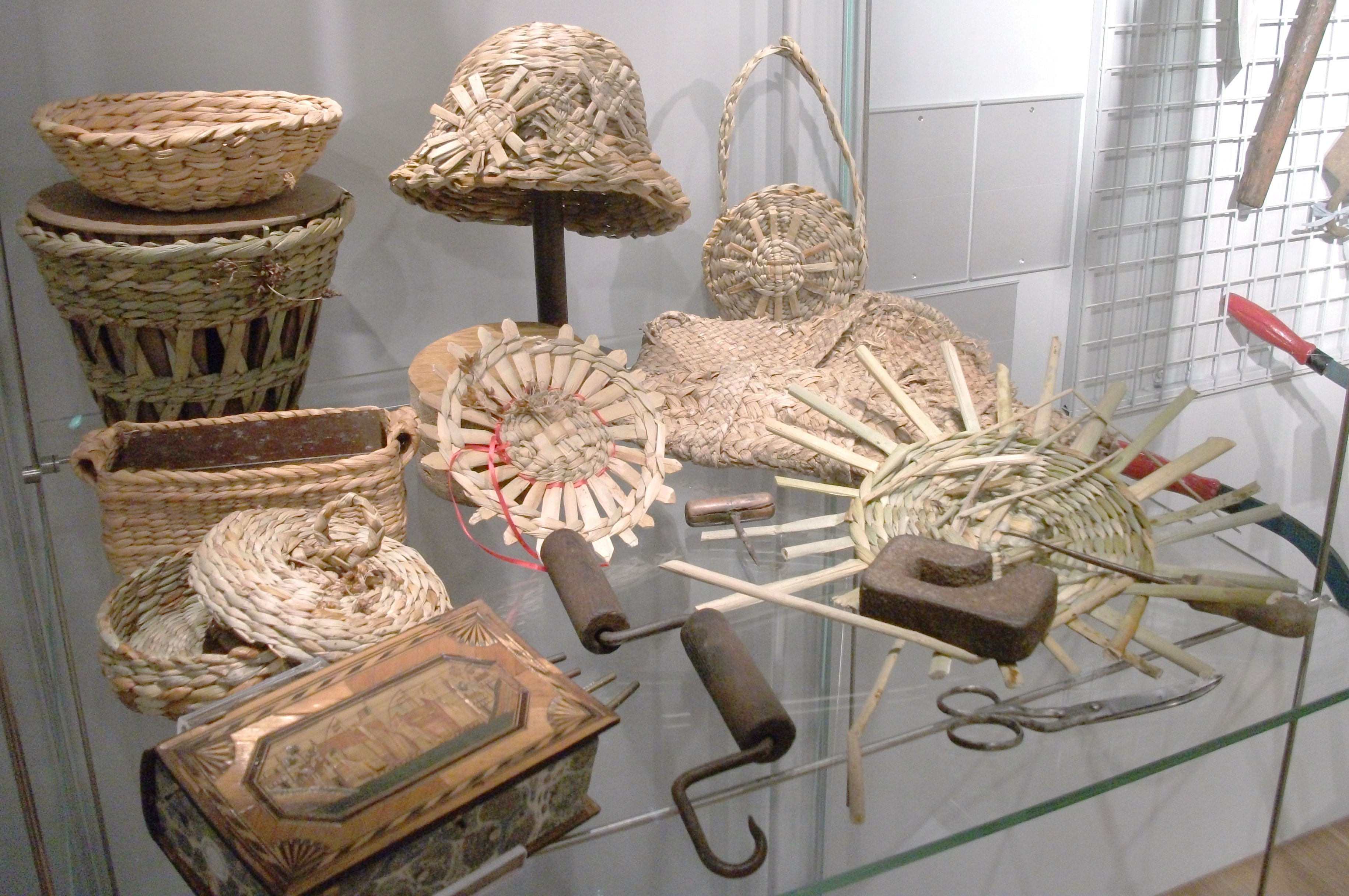
Juncus acutus
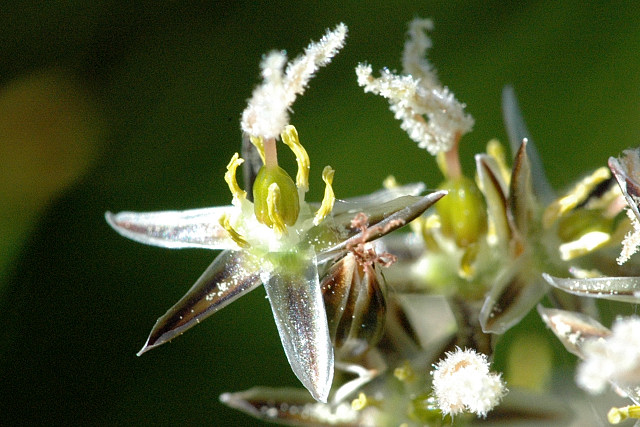
Juncus squarrosus — квітка
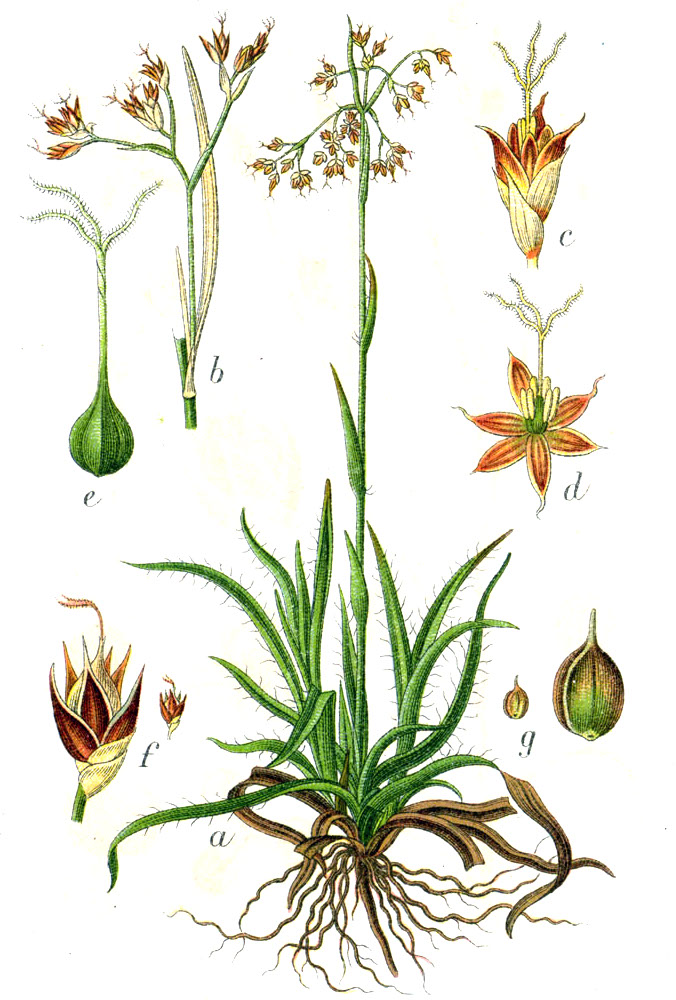
Luzula sylvatica
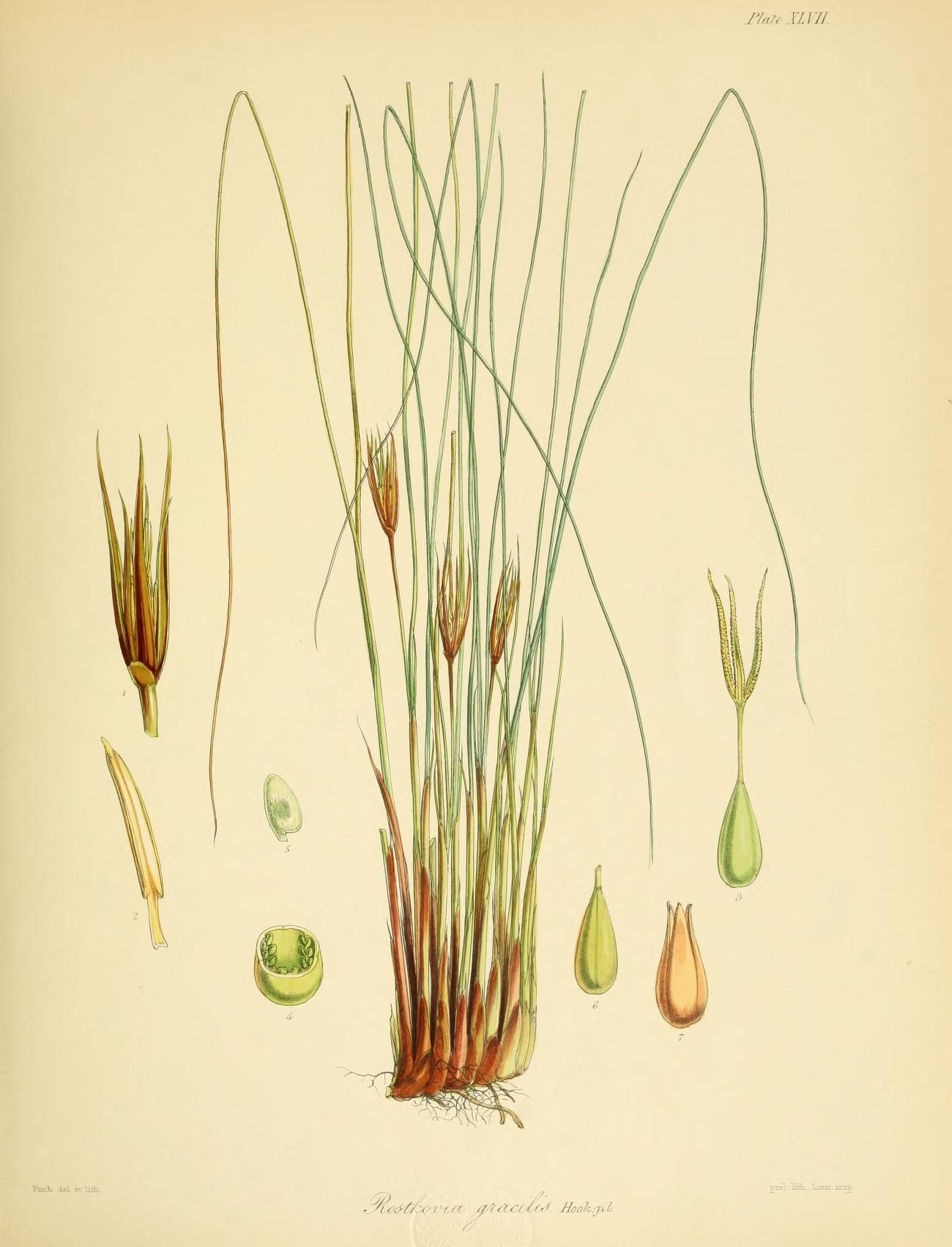
Marsippospermum grandiflorum

| Гібіскус | Це незавершена стаття про квіткові рослини. Ви можете допомогти проєкту, виправивши або дописавши її. |